# Calmar (Alberta)
Calmar es un pueblo canadiense situado en la provincia de Alberta.

## Superficie
Calmar tiene una superficie de 4,67 km².

## Demografía
En 2021, tenía 2183 habitantes, una densidad poblacional de 467,6 hab./km², y 937 viviendas.